# Eudorylas schreiteri
Eudorylas schreiteri är en tvåvingeart som beskrevs av Shannon 1927. Eudorylas schreiteri ingår i släktet Eudorylas och familjen ögonflugor. Inga underarter finns listade i Catalogue of Life.